# 480 f.Kr.
| 480 f.Kr.          |
| ------------------ |
| Dødsfald - Fødsler |
|                    |

## Begivenheder
- Slaget ved Thermopylæ – 11. august; Spartas kong Leonidas, med 300 spartanske elitetropper og 700 thespianere formår at holde en massiv persisk invasionshær stangen i tre dage i det smalle pas Thermopylæ, men bliver til sidst overrendt og dræbt da en forræder (Ephialtes) viser perserne en smal sti der flankerer passet.
- 21. september; perserne raserer Athen. Hovedparten af beboerne har søgt tilflugt på den lille ø Salamis ud for Athen. En lille gruppe athenere vælger at blive tilbage og holde stand på Akropolis, hvor de kæmper til døden.
- Slaget ved Salamis – 28. september; den athenske general Themistokles lokker en overlegen persisk flåde i baghold. Mere end 1.000 persiske skibe sænkes eller jages på flugt af mindre end 400 græske skibe.
- Slaget ved Himera – (Sicilien), græske styrker under Gelon – Siracusas tyran – og Theron af Agrigento tilintetgør en stor karthagisk invasionshær ledet af Hamilkar. Hamilkar ofrer sig selv som brændoffer til Baal, da han erfarer nederlaget.

## Født
- Euripides – græsk tragediedigter (død 406 f.Kr.).

## Dødsfald
- Leonidas – konge af Sparta (født ca. 540 f.Kr.).

## Kunst
- Omkring dette tidspunkt ophører den arkaiske periode i græsk kunst.

- Euripides.
- Gelon.
- Thermopylæ i dag, kystlinjen har flyttet sig siden slaget.